# Rangrik Rang
Der Rangrik Rang ist ein Berg im indischen Bundesstaat Himachal Pradesh.
Der im Westhimalaya gelegene 6553 m hohe Rangrik Rang ist der höchste Berg im Süden des Distrikts Kinnaur. Der Berg liegt nördlich des oberen Sanglatals. Der Östliche und der Westliche Racho Khad-Gletscher haben ihre Nährgebiete an der Nordost- und Nordwestflanke des Rangrik Rang und speisen den nördlich verlaufenden Tirang.
Der Rangrik Rang wurde im Juni 1994 über den Nordostgrat von einer indisch-britischen Expedition (bestehend aus Chris Bonington, einem muslimischen Bergführer, Jim Fotheringham, Graham Little, Jim Lowther, Divyesh Muni, Paul Nunn und Pasang Bodh) erstbestiegen.